# لورنگائو
لورنگائو مرکز استان مانوس، واقع در کشور پاپوآ گینه نو است.